# Eaucourt-sur-Somme
Eaucourt-sur-Somme és un municipi francès situat al departament del Somme i a la regió dels Alts de França. L'any 2007 tenia 381 habitants.

## Demografia

### Població

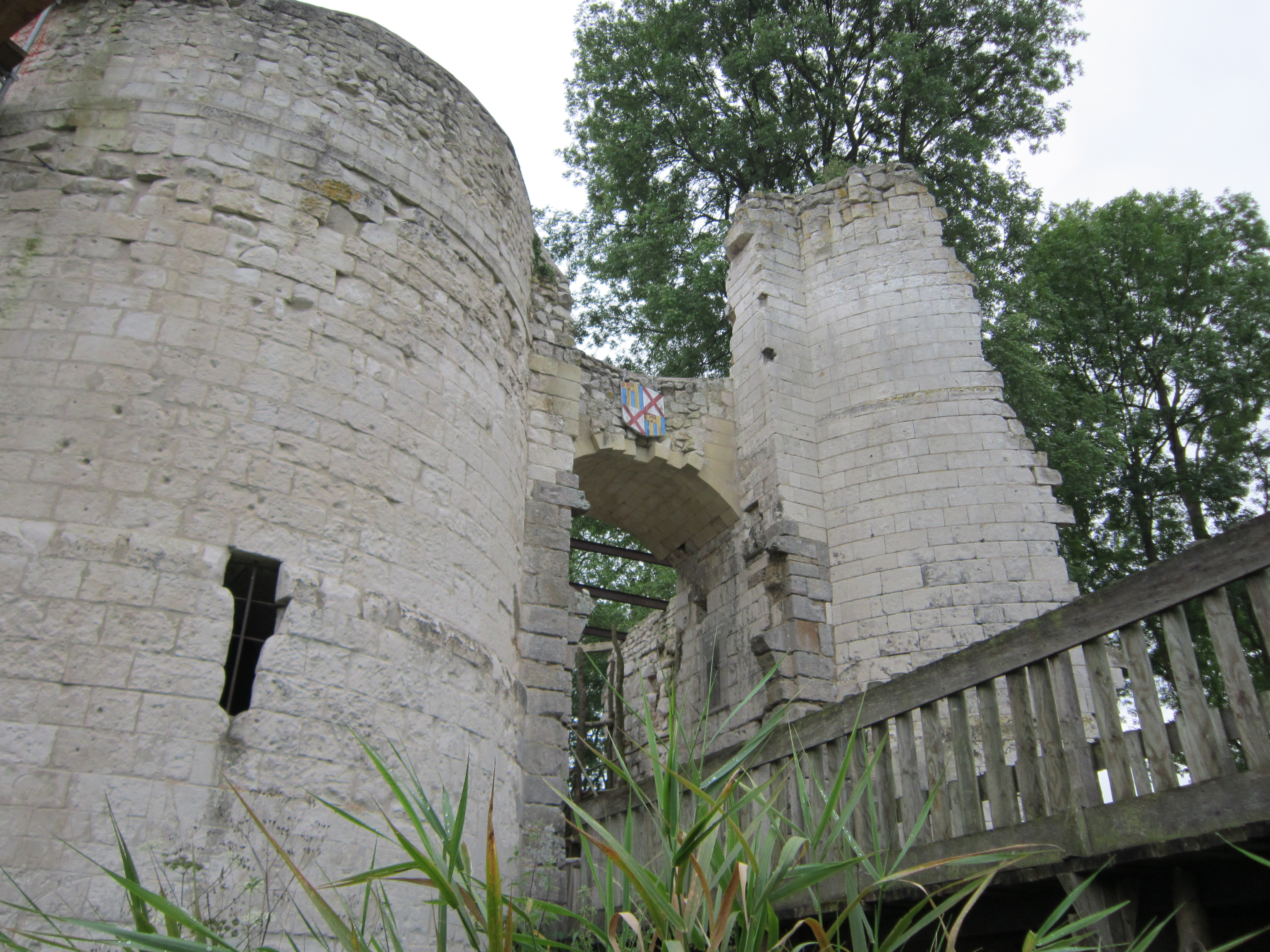
Castell

El 2007 la població de fet d'Eaucourt-sur-Somme era de 381 persones. Hi havia 141 famílies de les quals 26 eren unipersonals (26 dones vivint soles i 26 dones vivint soles), 38 parelles sense fills, 64 parelles amb fills i 13 famílies monoparentals amb fills.
La població ha evolucionat segons el següent gràfic:
Habitants censats

### Habitatges
El 2007 hi havia 157 habitatges, 143 eren l'habitatge principal de la família, 5 eren segones residències i 9 estaven desocupats. 155 eren cases i 2 eren apartaments. Dels 143 habitatges principals, 129 estaven ocupats pels seus propietaris, 13 estaven llogats i ocupats pels llogaters i 1 estava cedit a títol gratuït; 4 tenien dues cambres, 21 en tenien tres, 33 en tenien quatre i 84 en tenien cinc o més. 108 habitatges disposaven pel capbaix d'una plaça de pàrquing. A 51 habitatges hi havia un automòbil i a 76 n'hi havia dos o més.

### Piràmide de població
La piràmide de població per edats i sexe el 2009 era:
| Homes | Edats   | Dones |
| ----- | ------- | ----- |
| 0     | 95 o +  | 0     |
| 4     | 90 a 94 | 0     |
| 0     | 85 a 89 | 0     |
| 4     | 80 a 84 | 8     |
| 0     | 75 a 79 | 16    |
| 8     | 70 a 74 | 4     |
| 12    | 65 a 69 | 8     |
| 8     | 60 a 64 | 12    |
| 8     | 55 a 59 | 8     |
| 8     | 50 a 54 | 12    |
| 24    | 45 a 49 | 12    |
| 28    | 40 a 44 | 40    |
| 8     | 35 a 39 | 8     |
| 4     | 30 a 34 | 8     |
| 4     | 25 a 29 | 4     |
| 16    | 20 a 24 | 16    |
| 20    | 15 a 19 | 16    |
| 36    | 10 a 14 | 12    |
| 4     | 5 a 9   | 12    |
| 4     | 0 a 4   | 0     |

## Economia

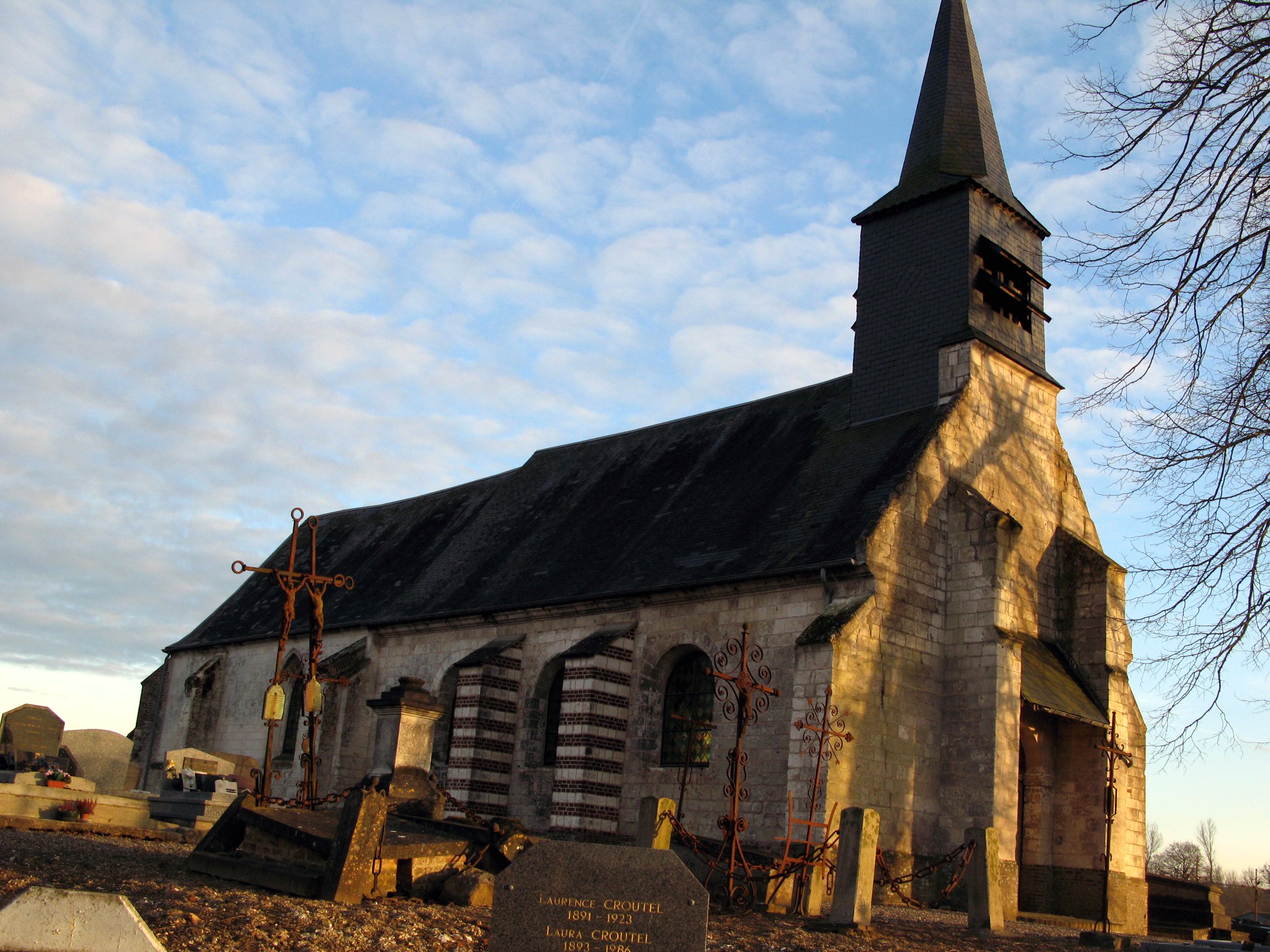
Església

El 2007 la població en edat de treballar era de 261 persones, 184 eren actives i 77 eren inactives. De les 184 persones actives 167 estaven ocupades (86 homes i 81 dones) i 17 estaven aturades (12 homes i 5 dones). De les 77 persones inactives 29 estaven jubilades, 27 estaven estudiant i 21 estaven classificades com a «altres inactius».

### Ingressos
El 2009 a Eaucourt-sur-Somme hi havia 156 unitats fiscals que integraven 411,5 persones, la mediana anual d'ingressos fiscals per persona era de 19.512 €.

### Activitats econòmiques
Dels 3 establiments que hi havia el 2007, 1 era d'una empresa extractiva, 1 d'una empresa d'hostatgeria i restauració i 1 d'una empresa immobiliària.
L'any 2000 a Eaucourt-sur-Somme hi havia 7 explotacions agrícoles que ocupaven un total de 208 hectàrees.

## Equipaments sanitaris i escolars
El 2009 hi havia una escola elemental integrada dins d'un grup escolar amb les comunes properes formant una escola dispersa.

## Poblacions més properes
El següent diagrama mostra les poblacions més properes.